# Oaristes phragmitis
Oaristes phragmitis är en insektsart som beskrevs av Rauno E. Linnavuori 1973. Oaristes phragmitis ingår i släktet Oaristes och familjen sporrstritar. Inga underarter finns listade i Catalogue of Life.